# Besoin de personne (série télévisée)
Pour les articles homonymes, voir Besoin de personne.
Besoin de personne est une série télévisée française en treize épisodes de 25 minutes diffusée à partir du 11 septembre 1991 sur Antenne 2.

## Synopsis
Destinée aux adolescents, cette série « interactive » aborde des thèmes concernant la jeunesse : le racket, la drogue, l'alcool, l'argent de poche... Chaque épisode est suivi d'un débat auquel participent de jeunes téléspectateurs.

## Distribution
- Linda Quellier Haddad : Sarah
- Rachel Arditi : Émilie
- Emilie Quillay : Audrey
- Lionel Malka : Lucien
- Thomas Saupique : Pierre
- Sébastien Demeaux : Alex
- Celian Varini : Marco
- Jeanne Carillon : Martine
- Fanny Ghidalia : Élodie

## Épisodes
1. Un tag de trop
2. Le Pull rayé
3. Voler n'est pas jouer
4. TGV
5. L'Argent des autres
6. Œil pour œil
7. L'Heure d'été